# Skärtjärnen (Dalby socken, Värmland, 674193-134945)
Skärtjärnen är en sjö i Torsby kommun i Värmland och ingår i Göta älvs huvudavrinningsområde.